# Ривердејл (ТВ серија)
Ривердејл (енгл. Riverdale) америчка је телевизијска серија настала по ликовима из стрипова Archie Comics. Серију је за The CW прилагодио Роберто Агире Сакаса, главни креативни директор Archie Comics-а, док су је продуцирали Warner Bros. Television и CBS Studios, којима су помогли Berlanti Productions и Archie Comics. Првобитно замишљена као филмска адаптација за Warner Bros. Pictures, а идеја је поново замишљена као телевизијска серија за Fox. Године 2015. развој пројекта се преселио на The CW, где је наручен пилот серије. Снимање се одвијало у Ванкуверу.
Садржи ансамблску поделу улога по ликовима Archie Comics-а, док је Кеј-Џеј Апа у улози Арчија Ендруза, Лили Рајнхарт као Бети Купер, Камила Мендес као Вероника Лоџ и Кол Спраус као Џагхед Џоунс, наратор серије. Након што је тинејџер убијен у граду Ривердејл, ова група пријатеља покушава да разоткрије зла која вребају у овом наизглед невином граду.
Премијера је приказана 26. јануара 2017. године. Првобитно је добила позитивне критике, али су наредне сезоне критиковане због сценарија, глуме, режије и недостатка кохерентне радње. Финале је приказано 23. августа 2023.

## Радња
Серија прати живот Арчија Ендруза у граду Ривердејл и истражује мрак скривен иза његове наизглед савршене слике.

## Улоге
- Кеј-Џеј Апа као Арчи Ендруз: бивши средњошколски фудбалер који гаји страст према музици. Син је Фреда Ендруза. Бивши је наредник у војсци, а сада инструктор Корпуса за обуку резервних официра у својој средњој школи. Дубоко је укључен у заштиту своје заједнице од сваке опасности. Најбољи је пријатељ Џагхеда Џоунса, Бети Купер и Веронике Лоџ. Стиче моћ непобедивости.[2] Гаји осећања према Бети и Вероники. Тренутно је у вези са Бети.
- Лили Рајнхарт као Бети Купер: паметна девојка са дугогодишњом симпатијом према Арчију, спријатељује се са Вероником Лоџ како би јој помогла да поправи свој савршени живот. Била је у вези са Џагхедом током средње школе. Сада је агент ФБИ и ради из своје заједнице. Тренутно је у вези са Арчијем. Може да чита ауре.[3]
- Камила Мендес као Вероника Лоџ: богаташица са Менхетна која се на почетку серије сели у Ривердејл са надом да ће постати боља особа након што буде приморана да размишља о свом животу, након што јој отац одлази у затвор. Показано је да је амбициозна до крајњих граница са снажном жељом да успе, док истовремено покушава да остане неискварена и скромна. Након временског скока у петој сезони, имала је изузетно успешну каријеру на Вол стриту од које је морала да одустане након што је била у токсичној вези са насилним мужем од којег се развела. Била је у вези са Реџијем, али раскидају током шесте сезоне.
- Кол Спраус као Џагхед Џоунс: филозофски настројени друштвени изопштеник и Арчијев најбољи пријатељ.[3] Био је вођа Саутсајд Серпентса и Бетин дечко. Сада је књижевник, наставник енглеског и саветник у средњошколским новинама. Забавља се са Табитом Тејт и може да чита мисли након експлозије у Арчијевој кући.
- Маросол Николас као Хермиона Лоџ (рођ. Гомез[4]) (1—5. сезона; гостујућа улога у 6—7. сезони): Вероникина мајка, која се са ћерком вратила у Ривердејл након заточеништва њеног супруга, Хајрама Лоџа.[5] Након што је оставила Хајрама постала је ријалити-звезда.
- Меделин Петш као Шерил Блосом: богата, трауматизована и понекад манипулативна жена која је била у разреду са Арчијем и његовим пријатељима.[6] Шерил се аутовала као лезбејка у другој сезони и излазила са Тони, све док нису раскинуле због Тонине породице која није одобравала везу.[7] Сада је власница фирме Blossom Maple Farms и вођа чирлидерсица у средњој школи. Може да ствара ватру.
- Ешли Мари као Џози Макој (1—4. сезона; специјална гостјућа улога у 5. и 7. сезони): главна певачица музичке групе Џози и Мачкице и Арчијева бивша другарица из разреда.[2] Сада је мултиплатинаста суперзвезда.
- Медхен Ејмик као Алис Купер: Бетина и Полина мајка, која је уредница локалних новина.[8] Сада је репортерка вести из Ривердејла.
- Лук Пери као Фред Ендруз (1—3. сезона): Арчијев отац, који поседује грађевинску фирму.[9] Био је заљубљен у Вероникину мајку.[10]
- Марк Консуелос као Хајрам Лоџ (рођ. Хаиме Луна[4]) (2—5. сезона; гостујућа улога у 6—7. сезони): Вероникин отац, који је недавно затворен због илегалних активности.[11]
- Кејси Кот као Кевин Келер (2—7. сезона; споредна улога у 1. сезони): Отворено геј средњошколац који је пријатељ са Арчијем, Бети и Вероником. Син је шерифа Ривердејла.[12] Враћа се у Ривердејл и постаје учитељ након што није успео на Бродвеју. Напушта сина којег је планирао са Тони и Фангсом. Касније је поднео захтев за искључиво старатељство над бебом Ентонијем.
- Скит Улрих као Ф. П. Џоунс (2—5. сезона; споредна улога у 1. сезони): Џагхедов отуђени отац и вођа Саутсајд Серпентса, банде криминалаца који живе и делују на ободу Ривердејла.[13][14][15] Био је шериф, али је напустио Ривердејл да би одвео Џагхедову сестру Џелибин назад у Толедо њеној мајци.
- Чарлс Мелтон као Реџи Ментл (3—7. сезона; споредна улога у 2. сезони): Арчијев дугогодишњи пријатељ и ривал, фудбалер средње школе и градски шаљивџија.[16][17][18] Првобитно Реџија је глумио Рос Батлер у првој сезони, који је напустио серију због обавеза према снимању 13 разлога.
- Ванеса Морган као Тони Топаз (3—7. сезона; споредна улога у 2. сезони): бисексуална чланица Саутсајт Серпентса, која се спријатељи са Џагхедом у другој сезони. Била је у вези са Шерил.[18] Сада је вођа Саутсајд Серпентса, саветнца у средњој школи. Ддгаја сина са својим дечком Фангсом након што је пристала да буде сурогат за њега и његовог бившег дечка, Кевина.
- Дру Реј Танер као Фангс Фогарти (5—7. сезона; споредна улога у 2—4. сезони): члан Саутсајд Серпентса и Кевинов бивши дечко.[19] Сада је камионџија. Има сина са својом девојком Тони, након што је Кевин раскинуо с њим.
- Ерин Вестбрук као Табита Тејт (5—7. сезона): амбициозна унука Попa Тејта, која је дошла у Ривердејл да преузме Pop's Chock’lit Shoppe у нади да залогајницу претвори у франшизу, чак и док се град око ње бори за опстанак.[20] Тренутно је у вези са Џагхедом и може да путује кроз време.

## Епизоде
| Сезона | Сезона | Епизоде | Оригинално емитовање | Оригинално емитовање | Оригинално емитовање | Емитовање у Србији | Емитовање у Србији | Емитовање у Србији |
| Сезона | Сезона | Епизоде | Премијера            | Финале               | Мрежа                | Премијера          | Финале             | Мрежа              |
| ------ | ------ | ------- | -------------------- | -------------------- | -------------------- | ------------------ | ------------------ | ------------------ |
|        | 1.     | 13      | 26. јануар 2017.     | 11. мај 2017.        |                      | 27. јануар 2017.   | 12. мај 2017.      |                    |
|        | 2.     | 22      | 11. октобар 2017.    | 16. мај 2018.        | 12. октобар 2017.    | 17. мај 2018.      |                    |                    |
|        | 3.     | 22      | 10. октобар 2018.    | 15. мај 2019.        | 11. октобар 2018.    | 19. март 2020.     |                    |                    |
|        | 4.     | 19      | 9. октобар 2019.     | 6. мај 2020.         | 10. октобар 2019.    | 7. мај 2020.       |                    |                    |
|        | 5.     | 19      | 20. јануар 2021.     | 6. октобар 2021.     | 30. јануар 2021.     | 7. октобар 2021.   |                    |                    |
|        | 6.     | 20      | 16. новембар 2021.   | 31. јул 2022.        | 23. новембар 2021.   | 1. август 2022.    |                    |                    |
|        | 7.     | 20      | 29. март 2023.       | 23. август 2023.     | 30. март 2023.       | 24. август 2023.   |                    |                    |